# Kvalsund-alagút
A Kvalsund-alagút (norvég nyelven: Kvalsundtunnelen) egy tengeralatti közúti alagút, amely Kvaløya szigetét és Ringvassøya települést köti össze. A 863-as számú norvég útvonalon fekszik és a Kvalsundet-szoros alatt húzódik Sørhelltaren és Nordhella falvak közt. Az 1650 méter hosszú alagút 1988-ban készült el, legmélyebb pontja 56 méterrel a tengerszint alatt található. A csatorna a korábbi kompközlekedést váltotta fel.

## Fordítás
- Ez a szócikk részben vagy egészben  a   Kvalsund Tunnel című angol Wikipédia-szócikk ezen változatának fordításán alapul.  Az eredeti cikk szerkesztőit annak laptörténete sorolja fel. Ez a jelzés csupán a megfogalmazás eredetét és a szerzői jogokat jelzi, nem szolgál a cikkben szereplő információk forrásmegjelöléseként.